# Thomas Ier de Bonsi
Pour les articles homonymes, voir Thomas Ier.
Thomas de Bonsi (né en 1522 à Florence et  mort le 22 décembre 1603 à Béziers) est un prélat français d'origine italienne de la fin du XVIe siècle .

## Biographie
Il est  un cousin de la reine Catherine de Médicis. Thomas est le fils de Robert de Bonzi, ambassadeur auprès du pape Clément VII, et de Marie-Élisabeth Soderini, sœur de Marie Soderini, femme de François de Médicis, cousin-germain de Côme de Médicis, grand-duc de Toscane. Il est le neveu d'Antoine de Bonzi, évêque de Terracine et  l'oncle du cardinal de Bonzi.
Thomas de Bonsi est vicaire général, dans l'évêché de Béziers, du cardinal Strozzi et de Julien de Médicis. En récompense d'avoir empêché Montmorency-Damville de s'emparer de Béziers, la reine Catherine de Médicis, sa cousine, le fait nommer évêque au siège de cette ville.
Avec Jean Montluc, évêque de Valence, il accorde les députés des villes protestantes avec ceux des villes catholiques, et leur fait signer un traité d'union. En 1586, Béziers est retombée aux mains des calvinistes et l'évêque entre dans un complot dans le but d'introduire les troupes catholiques du duc de Joyeuse dans Béziers, mais le secret est éventé et il échappe de justesse à l'exécution.
En 1594, il autorise à Béziers l'établissement des capucins, et il consacra le nouveau grand autel de la cathédrale Saint-Nazaire. En 1596, Thomas de Bonzi abdique l'évêché de Béziers en faveur de son neveu, Jean de Bonsi.